# Auchmis indica
Auchmis indica är en fjärilsart som beskrevs av Francis Walker 1865.
Auchmis indica ingår i släktet Auchmis och familjen nattflyn. Inga underarter finns listade i Catalogue of Life.